# Clonitazeno
El clonitazeno es un analgésico opioide con una potencia aproximadamente tres veces mayor que la morfina. Está emparentado con el etonitazeno, un opioide con una potencia significativamente mayor. El clonitazeno no se comercializa actualmente. Es una sustancia controlada; en Estados Unidos es una sustancia controlada de estupefacientes de la Lista I, con un ACSCN de la DEA de 9612 y una cuota de fabricación establecida de 25 gramos para 2022.